# Grzybowiec
Grzybowiec (německy Matzlerberg, Bismarckhöhe) je hora v polské části Krkonoš, vysoká 753 m n. m.

## Poloha
Nachází se severně od hraničního krkonošského hřebene, 5 km východně od města Szklarska Poręba. Je nejvyšším vrcholem rozlehlého masivu, který se skládá z pěti hřebenů vybíhajících z vrcholu Grzybowiece: na západ Drewniak (672 m), na severozápad Piechowicką Górą (604 m), na sever Młynik (686 m), na severovýchod Trzmielak (647 m) a Sobiesz (633 m) a na jihovýchod Sośnik (650 m).

## Přístup

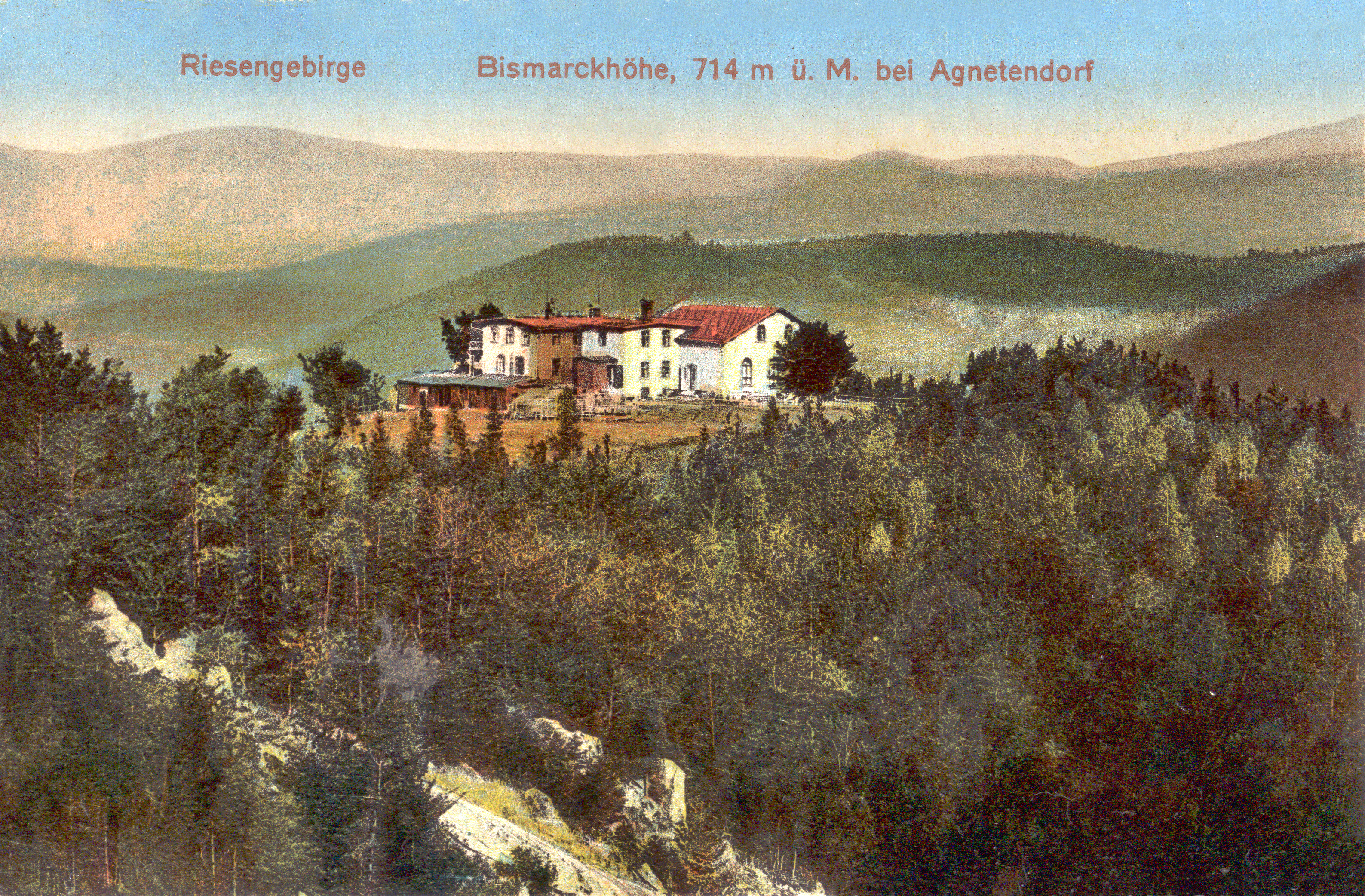
Penzion na historické pohlednici

Asi 400 metrů jihovýchodně od vrcholu stojí bývalý penzion Grzybowiec-Bismarckhöhe (714 m n. m.), který byl v 19. století sídlem prvního německého kancléře Otto von Bismarcka. K němu se dá dojet autem po rozbité silnici a dále pokračovat pěšky na západ po lesní cestě, ze které odbočuje mírně doprava neznačený průsek na vrchol. Cesta od penzionu na vrchol měří necelých 0,5 km s převýšením asi 50 metrů. Přímo na vrcholu stojí žulová skalka.